# Östra regionen, Nordmakedonien

Östra regionens läge i Nordmakedonien

Den östra regionen (makedonska: Источен регион) är en av de åtta statistiska regionerna i Nordmakedonien. Som namnet antyder ligger regionen i den östra delen av landet. Östra regionen gränsar till regionerna Vardar, Skopje, Nordöstra och Sydöstra. Dessutom gränsar den till Bulgarien. Štip är regionens största stad med sina drygt 40 000 invånare. 
Otinjafloden rinner igenom delar av regionen, exempelvis igenom största staden, Štip.

## Kommuner
Den östra regionen är indelad i 13 kommuner. Dessa följer nedan.
1. Berovo
2. Češinovo-Obleševo
3. Delčevo
4. Karbinci
5. Kočani
6. Lozovo
7. Makedonska Kamenica
8. Pehčevo
9. Probištip
10. Štip
11. Sveti Nikole
12. Vinica
13. Zrnovci

## Demografi

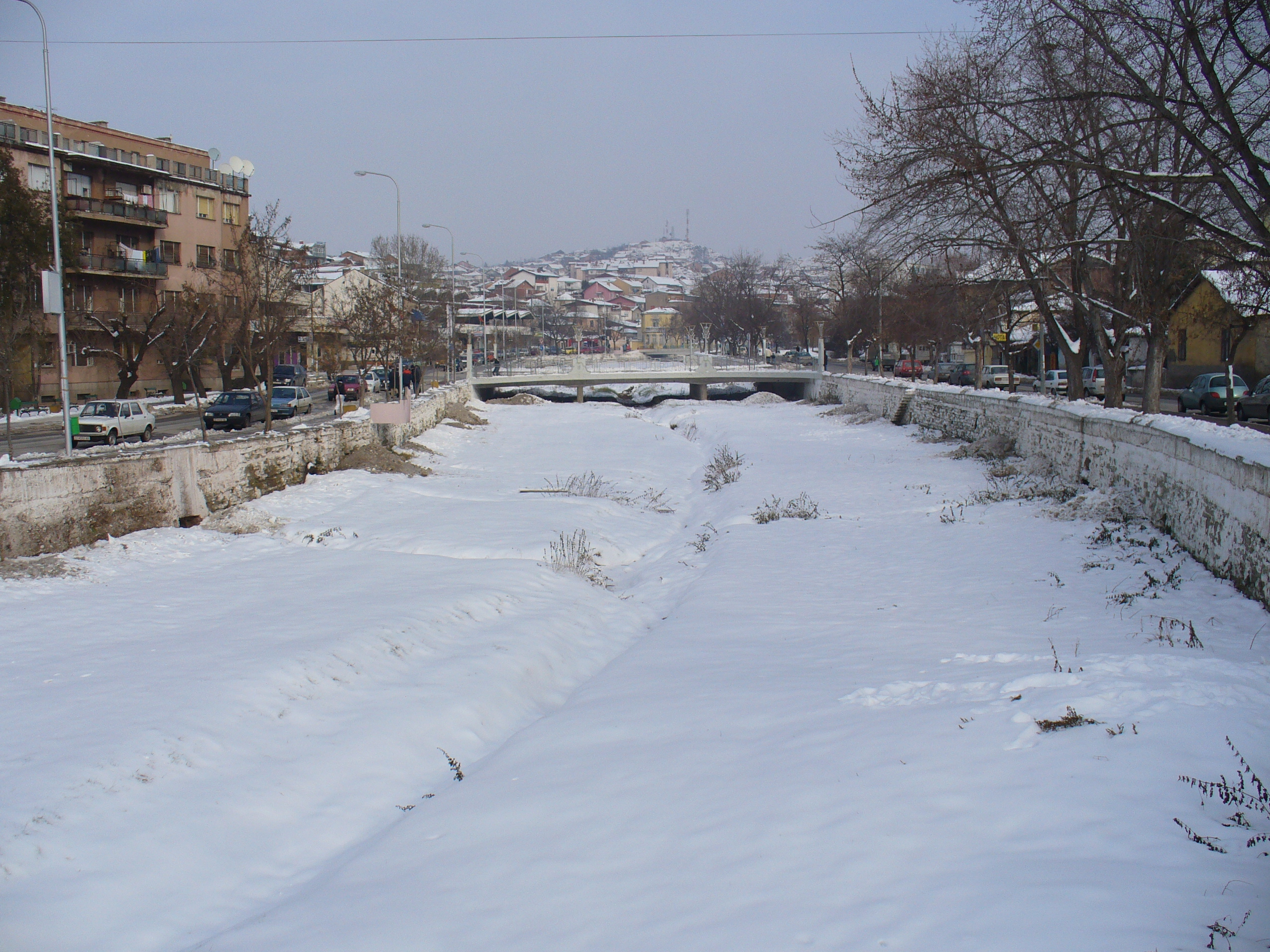
Otinjafloden, snötäckt

### Invånarantal
Det aktuella invånarantalet i den sydöstra regionen ligger på 203 213 invånare, eller ca 10 % av Nordmakedoniens totala folkmängd. Detta enligt en mätning år 2002.
| Mätningsår | Invånarantal | Förändringar |
| ---------- | ------------ | ------------ |
| 1994       | 201 525      | N/A          |
| 2002       | 203 213      | +1,94%       |

### De största orterna
| Rank | Stad                | Invånarantal |
| ---- | ------------------- | ------------ |
| 1    | Štip                | 40 016       |
| 2    | Kočani              | 28 330       |
| 3    | Probištip           | 16 193       |
| 4    | Sveti Nikole        | 13 746       |
| 5    | Delčevo             | 11 500       |
| 6    | Vinica              | 10 803       |
| 7    | Berovo              | 7 002        |
| 8    | Makedonska Kamenica | 5 147        |
| 9    | Pehčevo             | 3 237        |
| 10   | Zrnovci             | 2 278        |
| 11   | Obleševo            | 1 131        |

### Etnisk fördelning
Den största etniska gruppen i den östra regionen är makedonierna.